# Cratero de Macedonia
Cratero de Macedonia (griego: Κρατερός), también llamado Crateuas, fue rey de Macedonia durante cuatro días en el 399 a. C., hasta que fue muerto por el hijo de Arquelao, Orestes.
Cratero era un paje real y erómeno (amante) de Arquelao I de Macedonia, a quien mató para convertirse en rey.
Según otra versión, Crateuas mató a su amo y señor, porque éste le habría prometido una de sus hijas en matrimonio, pero más tarde la casó con otra persona.
Una tercera versión, afirma que Arquelao fue accidentalmente golpeado por Crateuas durante una cacería.